# César Alfonso Ortega Díaz
César Alfonso Ortega Díaz (ur. 12 maja 1969 w Chihuahua) – meksykański duchowny rzymskokatolicki, biskup Linares od 2022.

## Życiorys

### Prezbiterat
Święcenia kapłańskie otrzymał 15 sierpnia 1996 i został inkardynowany do diecezji Parral. Był m.in. dyrektorem kurialnego wydziału ds. duszpasterstwa powołań, rektorem seminarium, wikariuszem sądowym oraz wikariuszem generalnym diecezji.

### Episkopat
27 listopada 2021 papież Franciszek mianował go biskupem diecezjalnym Linares. Sakry udzielił mu 22 lutego 2022 metropolita Monterrey – arcybiskup Rogelio Cabrera López.